# Bluff Knoll
Bluff Knoll je hora v Austrálii, vysoká 1099 m. Je nejvyšším bodem pohoří Stirling Range a nachází se 400 km jihovýchodně od Perthu. Hora leží v národním parku a je oblíbeným turistickým cílem. K atrakcím patří lezecká trasa Hellfire Gully a panoramatický výhled za jasných dní.
Místní horniny jsou staré přes miliardu let a převládají mezi nimi pískovec, břidlice a kvarcit. Na svazích hory rostou blahovičníky a endemická orchidej Thelymitra speciosa. Bluff Knoll je jedním z mála míst v Západní Austrálii, kde se v zimě objevuje sníh; historického maxima bylo dosaženo v roce 1992, kdy sněhová pokrývka dosáhla 20 cm.
V jazyce místních Austrálců se hora nazývá Pualaar Miial („hora mnoha tváří“). V mytologii domorodců byl vrchol, který je po většinu roku zahalen mlhou, považován za sídlo duchů.